# Vidrovac
Vidrovac es un pueblo ubicado en la municipalidad de Negotin, en el distrito de Bor, Serbia.

## Superficie
Posee una superficie de 26,10 kilómetros cuadrados.

## Demografía
Hasta 2011 la población era de 656 habitantes, con una densidad de población de 25,13 habitantes por kilómetro cuadrado.